# Antoni Coloma i Saa
Antoni Coloma i Saa (Valladolid, 1555? - Palerm, 1619), II Comte d'Elda, fill de Joan Coloma i Cardona de qui va heretar el títol en 1581, fou militar al servei de Felip II de Castella.
Es va formar en les armes en companyia del seu pare, que el va instruir en l'art del govern. Va participar en diverses batalles al voltant del Mediterrani en defensa de la Corona: Xipre, Tunísia i Navarino. De tornada a Espanya, es va casar amb la filla dels comtes de Cocentaina Va morir aquesta sense descendència, tornant-se a casar amb Juana Enríquez de Mendoza en 1587, amb la qual va tenir tres fills: Isabel Coloma, Joan Coloma, hereu del títol, i Antonio Coloma, eclesiàstic que va arribar a ser arquebisbe de Madrid.
El seu aprenentatge a Itàlia li va permetre ser nomenat successivament governador de Sàsser i Càller des que va heretar el títol fins a 1581. Felip II li va concedir en 1587 la alcaidia del castell d'Alacant, igual que l'havia posseït el seu pare. Més tard seria nomenat cavaller de l'Orde de Sant Jaume i Comanador militar d'Estepa.
Durant deu anys (1584-1594) va estar destinat com Virrei de Sardenya, on se li atribueix la creació de la Universitat de Càller. Després va dirigir les galeres a Portugal. En arribar l'expulsió dels moriscs en 1609, més de quatre cinquenes parts de la població del Comtat va ser deportada a Algèria en els propis navilis que governava Antoni Coloma, amb gran crebant de la seva hisenda. La situació econòmica li va obligar a iniciar un procés de repoblació establint les Cartes de poblament d'Elda i Petrer en 1611.
Va tornar a Portugal i després a Sicília amb l'Armada, on va morir.